# Saikaidō
Saikaidō (jap. 西海道, dosł. „zachodni obwód morski” lub „zachodni region morski”) – japoński termin geograficzny. Określa zarówno starożytny podział kraju, jak i główną drogę przez stary region geograficzny Japonii.

Saikaidō

Nazwą tą określano region geograficzny Kiusiu oraz wyspy Tsushima i Iki. Składał się on z dziewięciu starożytnych prowincji i dwóch wysp.
Region ten obejmował następujące prowincje:
- Prowincja Chikuzen
- Prowincja Chikugo
- Prowincja Bungo
- Prowincja Hizen
- Prowincja Higo
- Prowincja Hyūga
- Prowincja Satsuma
- Prowincja Ōsumi